# Bounce (película)
Bounce (conocida en su distribución en castellano como Un vuelco del corazón y Algo que contar es una película norteamericana dirigida por Don Roos en el año 2000.

## Argumento
Buddy es una persona exitosa. Ejecutivo eficiente en una agencia de publicidad, consigue casi todo lo que se propone gracias a sus contactos, su encanto personal y una seductora mirada capaz de conquistar a cualquier mujer. El día de Navidad, gracias a ciertas amistades, logra encontrar un último billete de avión para salir de Chicago, pero en ese preciso momento conoce a Greg Janello, un padre de familia que está intentando por todos los medios llegar a casa para poder celebrar las fiestas con su mujer y sus hijos: Scott (Alex D. Linz) y Joey (David Dorfman). En el aeropuerto conoce también a Mimi Praeger, una bella mujer de negocios con la que pretende acostarse. El dilema está servido: o emprende el viaje o disfruta de una aventura sexual. Buddy acaba cediéndole a Greg su pasaje y al día siguiente, cuando descubre que el avión en el que debía haber viajado se ha estrellado, queda totalmente confundido. Tratando de hacer lo correcto, Buddy busca a la viuda de Greg para explicarle todo lo que sucedió. Pero con lo que no contaba era con enamorarse de ella.
Cuando el copresidente de Miramax Harvey Weinstein y los copresidentes de producción Bob Osher y Meryl Poster leyeron el guion de “Algo que Contar”, inmediatamente pensaron en Ben Affleck y Gwyneth Paltrow para los papeles de los jóvenes enamorados unidos por el destino. Affleck y Paltrow nunca habían trabajado juntos como protagonistas.